# Kelly Benefit Strategies/Saison 2010
Dieser Artikel listet Erfolge und Mannschaft des Radsportteams Kelly Benefit Strategies in der Saison 2010 auf.

## Erfolge in der Continental Tour
| Datum          | Rennen                        | Kat. | Fahrer        |
| -------------- | ----------------------------- | ---- | ------------- |
| 20.–22. August | Gesamtwertung Festningsrittet | 2.2  | Jesse Anthony |

## Zugänge – Abgänge
| Zugänge        | Team 2009                       | Abgänge        | Team 2010               |
| -------------- | ------------------------------- | -------------- | ----------------------- |
| Alexander Boyd | Rock Racing                     | Matthew Busche | Team RadioShack         |
| Jesse Anthony  | Team Type 1                     | Shane Kline    | Bissell                 |
| Ian Macgregor  | Team Type 1                     | Jonathan Sundt | Kenda-Gear Grinder      |
| Guy East       | Trek Livestrong                 | Jake Keough    | UnitedHealthcare-Maxxis |
| Mark Hinnen    | Kelly Benefit Strategies (2008) | Jacob Erker    | Unbekannt               |
| Marsh Cooper   | Symmetrics (2007)               | Clay Murfert   | Unbekannt               |

## Mannschaft
| Name            | Geburtstag        | Nationalität       |
| --------------- | ----------------- | ------------------ |
| Ryan Anderson   | 22. Juli 1987     | Kanada             |
| Jesse Anthony   | 12. Juni 1985     | Vereinigte Staaten |
| Andrew Bajadali | 1. Mai 1973       | Vereinigte Staaten |
| Zachary Bell    | 14. November 1982 | Kanada             |
| Dan Bowman      | 1. Juni 1982      | Vereinigte Staaten |
| Alexander Boyd  | 21. Mai 1987      | Vereinigte Staaten |
| Alex Candelario | 26. Februar 1975  | Vereinigte Staaten |
| Marsh Cooper    | 22. August 1985   | Kanada             |
| Guy East        | 18. Oktober 1987  | Vereinigte Staaten |
| Mark Hinnen     | 24. Mai 1988      | Kanada             |
| Cheyne Hoag     | 17. März 1989     | Vereinigte Staaten |
| Ian Macgregor   | 13. April 1983    | Vereinigte Staaten |
| Reid Mumford    | 22. Mai 1976      | Vereinigte Staaten |
| Neil Shirley    | 19. Oktober 1978  | Vereinigte Staaten |
| David Veilleux  | 26. November 1987 | Kanada             |
| Scott Zwizanski | 29. Mai 1977      | Vereinigte Staaten |